# Piper penangense
Piper penangense är en pepparväxtart som beskrevs av C. Dc.. Piper penangense ingår i släktet Piper och familjen pepparväxter. Inga underarter finns listade i Catalogue of Life.